# Alexandros (Satyrspieldichter)
Alexandros, Sohn des Glaukos, von Tanagra (Ἀλέξανδρος Γλαύκου Ταναγραῖος) war ein griechischer Dichter von Satyrspielen. Er wird auf einer Inschrift von Tanagra als Sieger bei den Serapis-Festspielen genannt.